# Acronychia richards-beehleri
Acronychia richards-beehleri là một loài thực vật có hoa trong họ Cửu lý hương. Loài này được Takeuchi mô tả khoa học đầu tiên năm 2007.